# ГЕС Shipshaw
ГЕС Shipshaw – гідроелектростанція у канадській провінції Квебек. Знаходячись після ГЕС l’Isle Maligne, разом з ГЕС Chûte-à-Caron становить нижній ступінь каскаду у сточищі річки Сагне, яка за сто вісімдесят кілометрів на північний схід від міста Квебек впадає ліворуч до річки Святого Лаврентія (дрену Великі озера).
На початку 1930-х в межах проекту Chûte-à-Caron річку перекрили бетонною гравітаційною греблею висотою 55 метрів та довжиною 897 метри, яка потребувала 270 тисяч м3 матеріалу та утримує водосховище з площею поверхні 32,5 км2 та об’ємом 725 млн м3. Під час Другої світової війни, коли відзначався великий попит на виробництво алюмінію, що в свою чергу потребувало багато електроенергії, реалізували другий етап пов’язаного з цим сховищем проекту – ГЕС Shipshaw. Від утримуючої водойму греблі по лівобережжю проклали підвідний шлях до нового машинного залу. Він має довжину 2,6 км та сформований  значною мірою з використанням існуючого рел’єфу. Для закриття сідловин звели п’ять бетонних гравітаційних дамб висотою від 15 до 35 метрів та загальною довжиною 1816 метрів, а на завершенні каналу розташовується інтегрована з водозабором шоста споруда того ж типу висотою 32 метри та довжиною 432 метри.
Основне обладнання станції первісно становили дванадцять турбін типу Френсіс загальною потужністю 896 МВт, які використовують напір у 64 метра (проти 49 метрів у Chûte-à-Caron). У 2011-2012 роках до них додали тринадцятий гідроагрегат потужністю 225 МВт.
Власником станції є світовий алюмінієвий гігант Rio Tinto Alcan.